# Bobby Evans (baseball)
Ne doit pas être confondu avec Bobby Evans (football) ou Bobby Evans (football américain).
Bobby Evans (né en 1968 ou 1969 à Staten Island, New York, États-Unis) est un dirigeant de baseball qui est depuis avril 2015 le directeur général et vice président senior des Giants de San Francisco de la Ligue majeure de baseball.

## Biographie
Diplômé en 1991 de l'université de Caroline du Nord à Chapel Hill, Evans est stagiaire au département du recrutement et du développement des joueurs chez les Red Sox de Boston à l'été 1989. Il doit son parcours dans le baseball professionnel à une persévérance peu commune : il crée littéralement son poste de stagiaire chez les Red Sox, qui le laissent se mêler de tout et rien, de l'opération du tableau d'affichage du Fenway Park à l'entretien du terrain, jusqu'à l'inviter à la sélection des choix de repêchage cette année-là. À l'approche de sa graduation de l'université, Evans reçoit une offre d'emploi au département des relations avec les médias des Hornets de Charlotte, un club de basket-ball de la NBA, mais, déterminé à travailler dans le monde du baseball, il contacte personnellement chaque équipe de la Ligue majeure de baseball pour leur offrir ses services. Un appel aux bureaux de la Ligue américaine de baseball lui permet d'apprendre l'existence d'un programme d'emploi de la MLB. À travers ce programme, Evans est engagé au bureau du commissaire du baseball à New York, où il œuvre pendant trois ans, notamment au sein du département qui s'assure du respect de la convention collective liant la MLB au syndicat des joueurs.

### Giants de San Francisco
Il rejoint en 1994 l'équipe des Giants de San Francisco. Au fil des ans, il collabore étroitement avec le directeur-général Brian Sabean et participe notamment aux négociations contractuelles visant à lier à long terme au club des joueurs tels Buster Posey, Madison Bumgarner, Matt Cain et Hunter Pence. Il supervise les négociations de contrat des jeunes joueurs repêchés en 2012 par l'organisation. Il succède à Sabean dans le rôle de directeur-gérant des Giants le 3 avril 2015.